# Зорин, Александр Васильевич
Алекса́ндр Васи́льевич Зо́рин (род. 1967, Курск) — российский историк, археолог, курский краевед и писатель. Кандидат исторических наук (1999).
Главный хранитель фондов Курского государственного областного музея археологии.
Член редакционной коллегии самодеятельного альманаха «Первые американцы» (СПб.) (с 1998); редакционного совета книжной серии «Мир индейцев» (с 2004).

## Биография
Окончил среднюю школу в 1984, в том же году поступил на историко-педагогический факультет Курского государственного педагогического института.
После окончания института в 1991 сначала работал учителем истории в сельской школе Медвенского района Курской области.
В 1992—1995 работал специалистом группы по инвентаризации недвижимых памятников истории и культуры при Комитете культуры Курской области.
Устроившись после этого в Курский государственный областной музей археологии, работает в нём до настоящего времени, продвинувшись до главного хранителя фондов.
Обучался в заочной аспирантуре Курского государственного педагогического университета под руководством В. В. Енукова.
Кандидатскую диссертацию защитил в Воронежском государственном университете на тему: «Индейская война в Русской Америке» (1999). В 2002 диссертация была опубликована в издательстве КГУ отдельной книгой.
Участвовал в разработке и монтаже постоянной экспозиции:
- Льговского краеведческого музея (2002);
- Курского музея археологии (2003—2005).

## Награды
- Лауреат учреждённой коллегией Комитета культуры Курской области премии имени Н. Н. Гордеева (2005).
- Лауреат премии имени И. Е. Забелина (2011).
- Почётный работник культуры Курской области (2018)

## Участие в археологических экспедициях
Принимал участие в археологических экспедициях, раскапывавших Ратское, Липинское, Рыльское, Курское городища.
С 1995 г. участвует в исследованиях Гочевского археологического комплекса (курганного могильника и городища Царский Дворец).
Вёл самостоятельные раскопки
- кургана из Шуклинской группы под Курском (1998);
- городища Капыстичи на реке Сейм (2001);
- в историческом центре г. Курска (2005, 2006, 2008)

## Сочинения
- Российско-Американская компания и тлинкиты в начале XIX в. // Вопросы истории. 1994. № 6;
- Куряне и освоение Аляски (вторая половина XVIII—XIX вв.) // Юг России в прошлом и настоящем: история, экономика, культура. Белгород, 1996;
- Из Курска на Гавайи: судьба первопроходца Тимофея Тараканова // Курские тетради. Вып. 1. Курск. 1997;
- Содержание и взаимосвязь элементов роменско-борщевского погребального обряда // Интеграция археологических и этнографических исследований. Материалы VI Международного научного семинара, посвящённого 155-летию со дня рождения Д. Н. Анучина. Ч. 1. Омск, 1998;
- Первопроходец из Курска // Юг России в прошлом и настоящем: история, экономика, культура. Белгород, 1998;
- Соперничество торгово-промысловых компаний в Русской Америке (1787—1789) // Вопросы истории, 1998. № 11-12;
- Индейская война в Русской Америке. Автореф. дисс. … канд. ист. н. Курск, 1999;
- Некоторые особенности погребальной обрядности населения Посеймья в конце X в. // 60 лет кафедре археологии МГУ имени М. В. Ломоносова. Тезисы докладов юбилейной конференции. М., 1999;
- Русская Америка и куряне // Русская Америка. 1799—1867. Материалы Международной конференции «К 200-летию образования Российско-Американской компании». М., 1999;
- К биографии Г. И. Шелихова // Вопросы истории. 1999. № 11-12;
- Раскопки кургана у д. Шуклинка Курского района Курской области // Археологические открытия 1998 г. М., 2000;
- Славянский город на р. Псле // Куликово поле: вопросы историко-культурного наследия. М. — Тула, 2000;
- Порубежье. Курский край в XVII в. Курск, 2001 (Курский край. Научно-популярная серия в XX тт. Т. VI) (В соавторстве с А. И. Раздорским);
- Рождение и смерть Г. И. Шелихова // Генеалогический вестник. СПб., 2001. № 2;
- Курские калмыки (работорговля на степной границе); Из прошлого курской школы // Курские тетради. Курск и куряне глазами учёных. Вып. 4. Курск. 2002;
- Зорин А. В. Индейская война в Русской Америке: Русско-тлинкитское военное противоборство / Под ред. А. В. Гринева. — Курск: б.и., 2002. — 424 с. — ISBN 5-7487-0216-9.
- Курские купцы Голиковы: от монастырских бобылей до потомственных дворян : материалы к истории и генеалогии рода / А. В. Зорин и др. — СПб.: Изд-во ВИРД, 2003. — 104, [8] с. — ISBN 5-94030-040-5. (В соавторстве с М. Д. Карпачёвым, В. А. Могильниковым, М. А. Филипповой, С. А. Шумковым)
- Укрепления северян и осадная тактика киевских дружин в X—XI вв. (по материалам городища Капыстичи) // Куликово поле. Исторический ландшафт, природа, археология, история. Тула, 2003;
- Курская крепость XVII — начала XVIII вв. // Курские тетради. Курск и куряне глазами учёных. Вып. 5. Ч. 1. Курск, 2004;
- «Первый фундатор» Российско-Американской компании. Штрихи к портрету Г. И. Шелихова // Американский ежегодник 2002 г. М., 2004;
- Цитадель Гочевского поселения // Куликово поле и Юго-Восточная Русь в XII—XIV вв. Тула, 2005;
- Степное порубежье. (РусАрх).
- Проблема средневековой логистики на Руси (отзыв на работы Пенского В. В. «„…И запас пасли на всю зиму до весны“: логистика в войнах Русского государства эпохи позднего Средневековья — раннего Нового времени» и Несина М. А. «Из истории логистики русских войск в XV-начале XVI в.») // История военного дела: исследования и источники. — 2016. — Т. VIII. — С. 310—346. (24.06.2016).
- Зорин А. В. Битва за Ситку. 1802—1804 гг.: Эпизод из истории Русской Америки. — М.: Русские витязи, 2016. — 112 с. — (Ратное дело). — 1000 экз. — ISBN 978-5-9907714-5-1.
- Зорин А. В. Индейская война в Русской Америке: Русско-тлинкитское противоборство (1741—1821). — М.: Квадрига, 2017. — 376 с. — (Забытые войны России). — 500 экз. — ISBN 978-5-91791-211-0.
- Зорин А. В. Лисовчики: Александр Юзеф Лисовский и его полк в истории Смутного времени. — М.: Квадрига, 2017. — 236 с. — (Забытые войны России). — ISBN 978-5-91791-250-9.